# 杲洞寺
杲洞寺（こうどうじ）は、愛知県小牧市にある曹洞宗の寺院。創建は慶長3年（1598年）。岩屋古墳および岩崎山に隣接する。本堂が茅葺屋根であることで知られていたが、近年改修の手間や費用が大変であることから、瓦葺屋根に作り替えられた。

## 歴史
- 1598年（慶長3年） - 創建
- 2008年（平成19年） - 本堂の建て替え工事開始

## 交通手段
- こまき巡回バスの「いわざき授産所東」停留所下車、徒歩1分。
- 名鉄小牧線・味岡駅下車、徒歩5分。